# 德里薩河

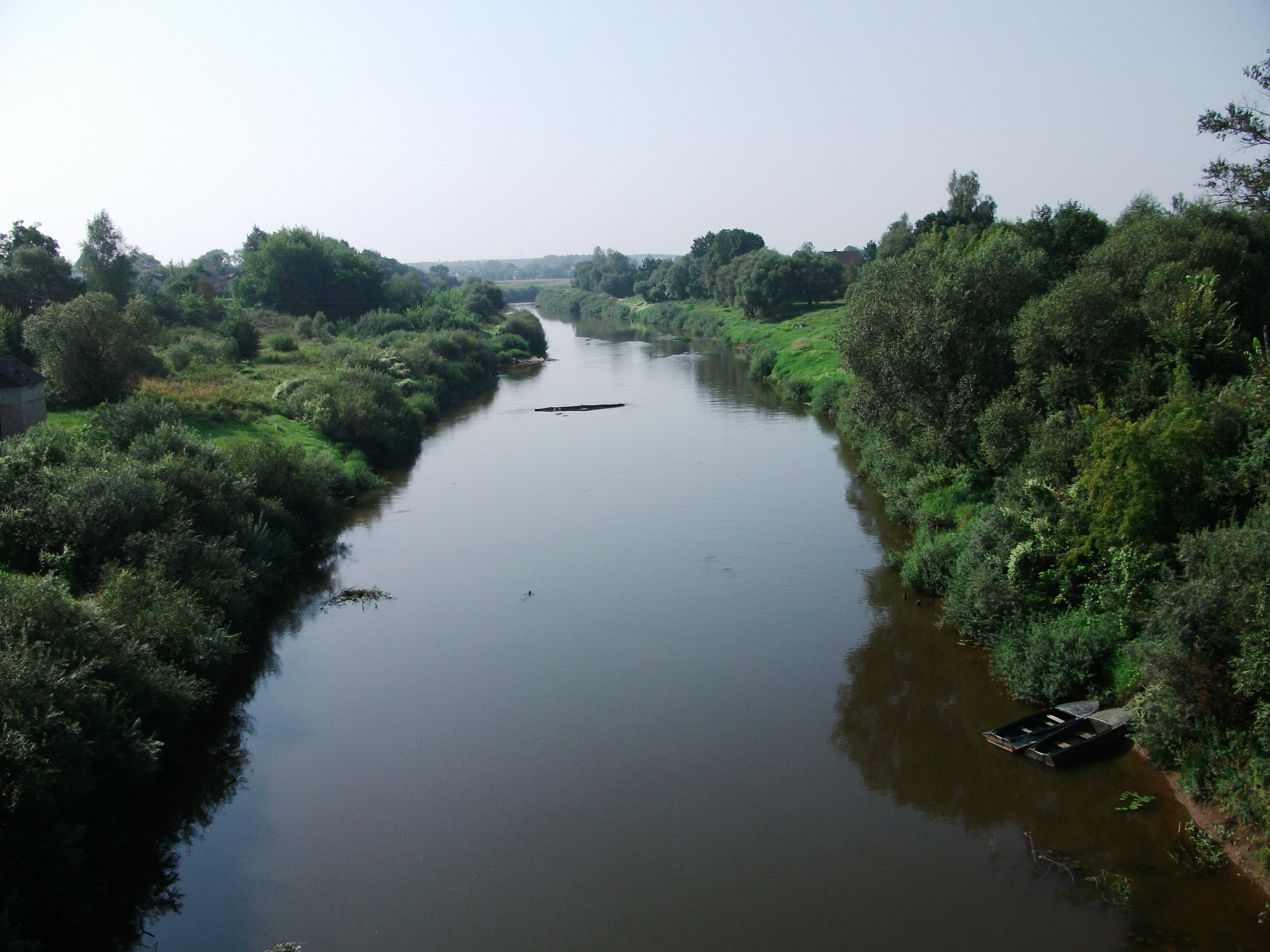
德里薩河

德里薩河（白俄羅斯語：Дрыса）是白俄羅斯的河流，屬於道加瓦河的右支流，河道全長183公里，流域面積6,420平方公里，每年十二月至翌年四月結冰，支流有斯沃利納河。